# سیارک ۵۰۵۲
سیارک ۵۰۵۲ (به انگلیسی: 5052 Nancyruth، نامگذاری:1984UT3) پنج هزار و پنجاه و دومین سیارک کشف شده‌است که در ۲۳ اکتبر ۱۹۸۴ کشف شد.
قدر مطلق سیارک برابر ۱۳٫۴۰ است.